# Petraloifas
Petraloifas oder Petraliphas war der Familienname einer byzantinischen Adelsfamilie normannischer Herkunft.

## Ursprung in der Normandie
Als Stammvater und Namensgeber der Familie in Konstantinopel gilt laut Niketas Choniates der Normanne Peter von Alife.
Peter von Alife gehörte zur mächtigen normannischen Adelsfamilie Drengot, die auch – nach „Quarellis“, der lateinischen Bezeichnung ihres Herkunftsortes Carreaux bei Avesnes-en-Bay, östlich von Rouen in der Normandie – „Drengot Quarrel“ genannt wurde.

## Aufstieg in Italien
Aus dieser Familie sollen vier Brüder ihrem fünften Bruder, Osmond, der wegen Mordes an einem Jagdgenossen von Richard II. Herzog von der Normandie (996–1026) vertrieben wurde, zu Beginn des 11. Jahrhunderts nach Süditalien gefolgt sein.
Dort kam es zu einem raschen Aufstieg der Familie, die als Söldnerführer in den Dienst der langobardischen Fürsten im südlichen Italien (Benevent, Salerno) eintraten, um sie gegen das Heilige Römische Reich, gegen das Byzantinische Reich, gegen die Sarazenen oder gegen ihre Nachbarn zu verteidigen.
Die Drengots verschwägerten sich mit Sergius IV., dem Herren des Herzogtums Neapel, erhielten die Grafschaft Alife (Provinz Caserta), 1029 die Grafschaft Aversa in Kampanien, stiegen 1058 zu Fürsten von Capua auf und beherrschten auch die Grafschaften Acerenza und Caiazzo, sodass sie zeitweise die mächtigste Familie in Süditalien waren.

## Verdrängung durch die Hauteville
In der ersten Hälfte des 12. Jahrhunderts folgte der Abstieg, da die Familie zunehmend von der Familie Hauteville verdrängt und entmachtet wurde.
Da die Hauteville auch das Byzantinische Reich bedrohten, war es für Mitglieder des Hauses Drengot naheliegend, sich mit dem Feind ihres Feindes zu verbünden und in den Dienst des Byzantinischen Reiches zu treten.

## Transfer nach Konstantinopel
In Konstantinopel erwähnt Niketas Choniates „quatuor fratres Petraliphæ, ex Francica gente oriundi“ (Vier Brüder Petraliphas, die aus Frankreich stammen).
Die Familie genoss auch in Konstantinopel hohes Ansehen. Alexios Petraloifas, der vermutlich ein Sohn des Peter von Alife und der nähere Stammvater der Familie im Byzantinischen Reich war, wurde 1174 als Gesandter und General des Kaisers Manuel I. Komnenos (1143–1180) mit 6000 Mann und umfangreichen Geschenken zum Sultan der Seldschuken, Kilidsch Arslan II. entsandt, um von diesem vereinbarungsgemäß die Herausgabe der Gebiete zu erlangen, die dieser den gemeinsamen Feinden, den Danischmenden, abgenommen hatte. Dieser benützte Petraloifas, um die Städte zur Übergabe zu bewegen, weigerte sich jedoch, diese an Petraloifas herauszugeben.

## Nachkommen im Byzantinischen Reich
Alexios Petroliafas war mit Anna Komnene (Rogeria) verheiratet, die eine Tochter des Johannes Dalassenos Rogerios – 1143 Prätendent auf den Thron von Byzanz und gleichfalls normannischer Abstammung – und der Maria Komnene († 1143/45), einer Tochter von Kaiser Johannes II. von Byzanz (1118–1143) war.
Der genaue familiäre Zusammenhang zu den späteren Generationen des Hauses ist ungewiss. lässt zwei Linien erkennen:
Erste Linie:
Theodoros Petraloifas
oo Ne
Zwei Kinder:
- Theodoros Petraloifas

oo Ne
- Petraloifaina

oo c. 1216   Alexius Slaw
Er war ein bulgarischer Boljar, Woiwode von Melnik und trug den Titel Despot.
Durch seine Mutter stammt er aus dem Haus Assen, da sie eine Schwester der bulgarischen Zarenbrüder Iwan Assen I. (1187–1196), Peter I. Assen (1196–1197) und Kalojan (1197–1207) war. Er widersetzte sich 1207 der Nachfolge seines Vetters Boril als Zar der Bulgaren und gründete in den Rhodopen einen unabhängigen Staat, der jedoch 1230 vom bulgarischen Zaren Iwan Assen II. annektiert wurde.
- Maria Dukaina Komnene Petralophaina

oo v. 1210  Theodoros I. Komnenos Dukas Angelos, Herr von Korinth, Nauplion und Argos (S. v. Johannes Komnenos Dukas Angelos u. d. Zoe Ne.), der 1215 auf seinen Halbbruder Michael I. Komnenos Dukas Angelos als Herr von Epirus folgte, sich 1224 zum Herrscher des  Königreiches Thessaloniki machte und sich 1225 als Theodor I. sich zum Kaiser der Römer  (Kaiser des Byzantinischen Reiches) krönen ließ.
Über ihre Tochter
- Irene Komnene Dukaina,

oo 1237/1238 Iwan Assen II. Zar der Bulgaren (1218–1241)
hinterließ sie eine zahlreiche, bis heute in weiblicher Linie blühende Nachkommenschaft.
Zweite Linie:
Johannes Petraliphas
Georgios Akropolites bezeichnet ihn als „magnus chartularius“ (Kanzler?) und zählt ihn zu den wichtigen Adeligen am Hof von Kaiser Johannes III. Vatatzes.
oo Helena Ne
Drei Kinder:
- Theodora Dukaina Petraloifaina Basilissa, besser bekannt als die Heilige Theodora von Arta

oo 1230  Michael II. Komnenos Dukas Angelos Despot von Epirus, (* 1205, † 1267/68, begraben in Arta). Aus dieser Ehe gibt es – insbesondere durch ihre Schwiegersöhne Manfred von Hohenstaufen († fällt in der Schlacht bei Benevent 26. Februar 1266)  und Wilhelm II. von Villehardouin Fürst von Achaia – auch in Europa eine bis heute in weiblicher Line blühende Nachkommenschaft.
- Theodoros Petraloifas

oo c. 1250 Ne Tornikaine, Tochter des Demetrios Tornikes
- Maria Petraloifaina,

oo 1266 Philippe Chinard, ein Franke von Zypern, Admiral von Sizilien, wurde von König Manfred von Hohenstaufen König von Sizilien, der 1258 Korfu erobert hatte, zum Gouverneur von Korfu eingesetzt, jedoch noch 1266 – im Jahr seiner Hochzeit – von seiner Frau ermordet.

## Weblink
- Petraloifas. Foundation for Medieval Genealogy